# Blakea calycosa
Blakea calycosa är en tvåhjärtbladig växtart som beskrevs av Henry Allan Gleason. Blakea calycosa ingår i släktet Blakea och familjen Melastomataceae. Inga underarter finns listade i Catalogue of Life.